# Amanda Andradóttir
Amanda Jacobsen Andradóttir (født 18. marts 2003) er en kvindelig islandsk/norsk fodboldspiller, der spiller for den svenske Kristianstads DFF i Damallsvenskan siden 2022 og Islands kvindefodboldlandshold.

## Karriere
Hun har tidligere spillet det meste af sine ungdomsår i klubberne Knattspyrnufélagið Víkingur og Valur, men flyttede i sommeren 2019 til Danmark, for at spille for Fortuna Hjørrings U18 DM-hold. Hun spillede dog kun 2 kampe for holdet, inden Coronaviruspandemien ramte. Med hendes store potentiale er hun i en tidlig alder blevet en eftertragtet spiller flere europæiske lande. Hun skiftede dog til topklubben FC Nordsjællands kvindehold i juli 2020.
Hun blev født i Norge og har en norsk mor og har derfor dobbelt statsborgerskab. Situationen kan opstå, at hun kunne vælge at spille for Norge, der ligger som nummer 12 på FIFA's verdensrangliste for kvinder, mens Island er nummer 19. Hun fik i 2021 sin officielle debut for Islands kvindefodboldlandshold og blev efterfølgende også udtaget til EM i kvindefodbold 2022 i England.